# Сельское хозяйство Башкортостана

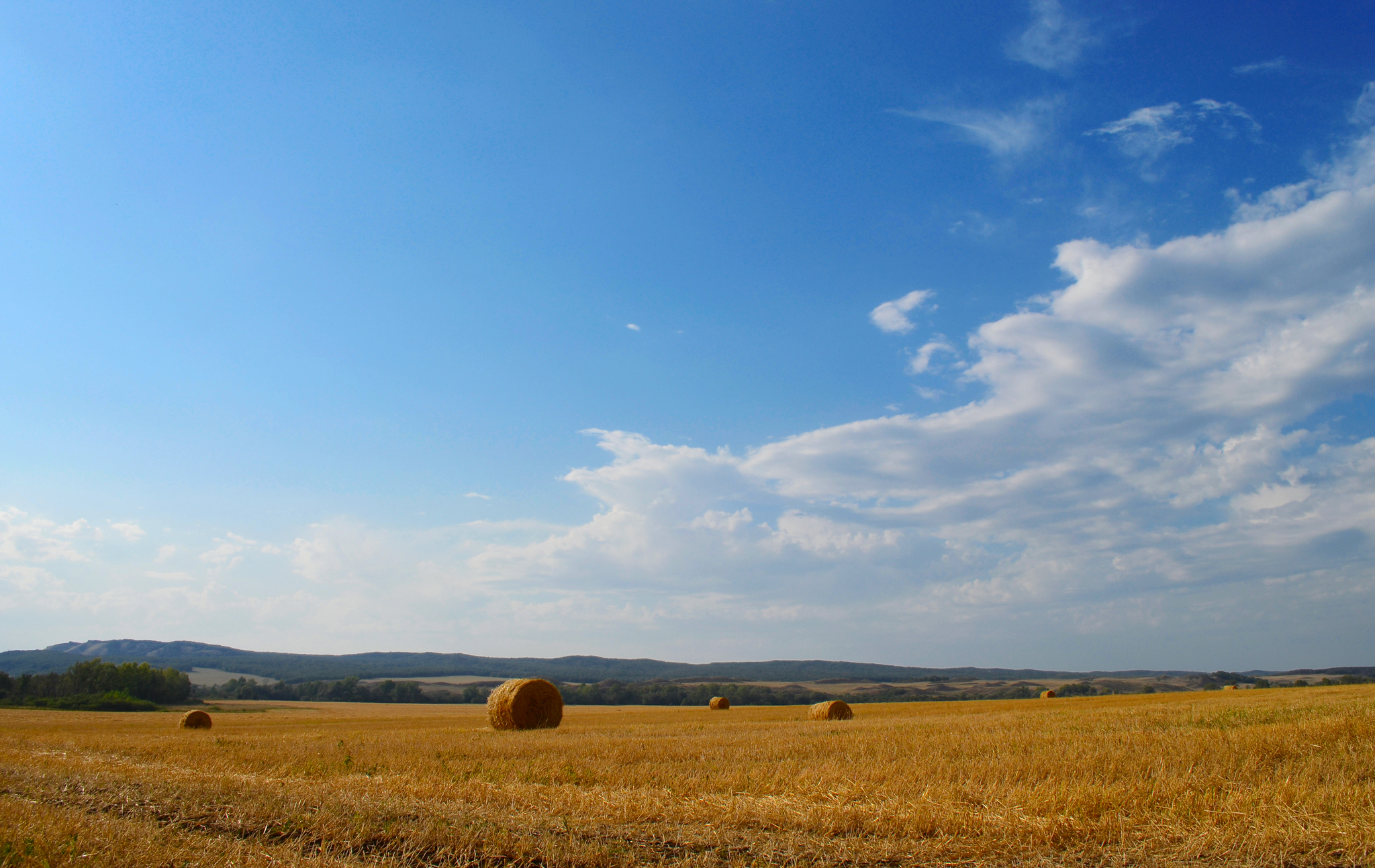
Сенокосные угодья в Мелеузовском районе

Сельское хозяйство Башкортостана — отрасль экономики Республики Башкортостан.
Сельское хозяйство Республики Башкортостан является одним из ведущих в Российской Федерации. Располагая 3,4 % (7,069 млн га, пашня — 3636,7 тыс.га) сельхозугодий России, республика производит 3,2 % всей её сельхозпродукции.
Сельское хозяйство Башкортостана находится в ведении Министерства сельского хозяйства Республики Башкортостан.
Территория РБ разделена на несколько сельскохозяйственных зон, различающихся природно-климатическими условиями, ландшафту, почвенным и растительным покровом.
- Горно-лесная зона — 15,1 % территории.
- Зауральская степная зона — 13 % территории.
- Предуральская степная зона.
- Северная лесостепная зона — 20,7 % территории.
- Северо-восточная лесостепная зона — 8,2 % территории.
- Южная лесостепная зона — 16,8 % территории.

Каждая из выделенных зон имеет свои особенности ведения сельского хозяйства и выращивания растений. Так в лесостепной и степной зонах выращивают гречиху, подсолнечник, бобовые травы: клевер красный (луговой), люцерна посевная, эспарцет посевной, донник белый и донник желтый, Козлятник восточный (галега), а также посевы однолетних культур — горчица и рапс.

## История

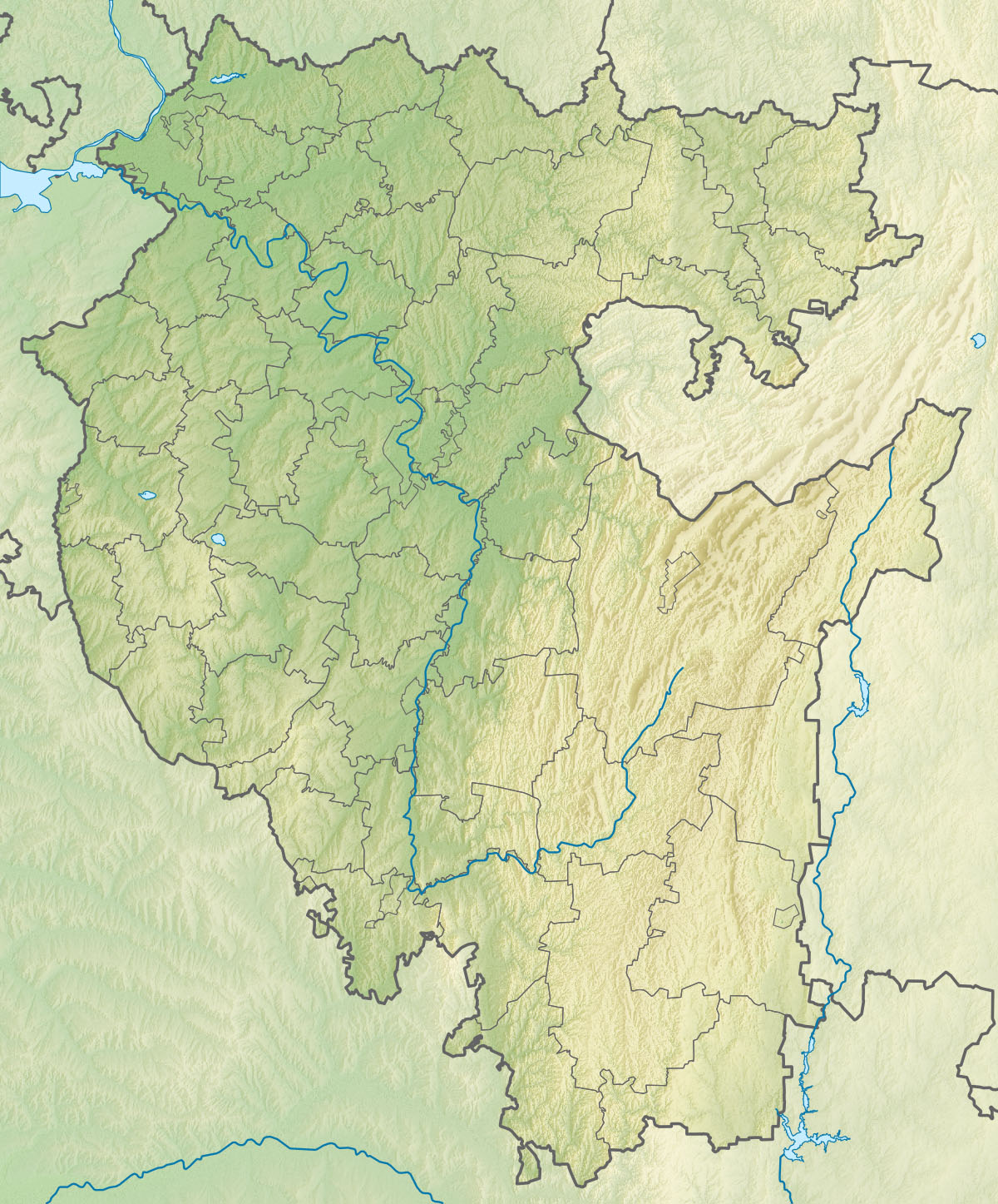
Карта рельефа Башкортостана

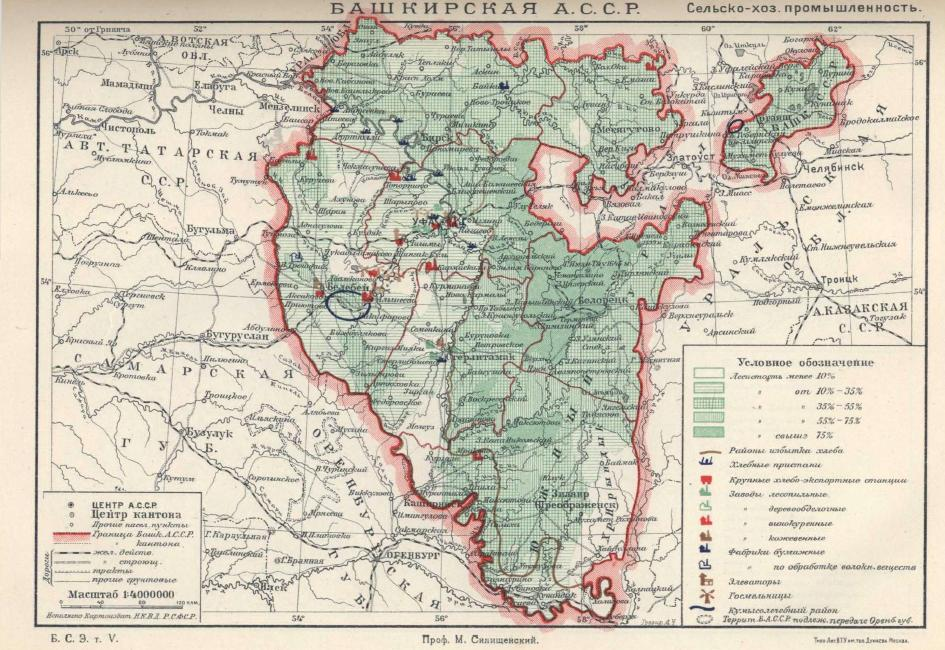
Сельскохозяйственная промышленность БАССР в 1927 г.

Традиционно в 16-17 веках в южных и восточных районах Башкортостана из-за климатических особенностей преобладало полукочевое скотоводство; в Западных и Северных — земледелие. Башкирская лошадь была экологичным сельскохозяйственным животным. Лошади едят травы, которые не используется другими сельскохозяйственными животными. Содержание лошадей косяками (семейными группами с одним жеребцом) способствовало равномерному распределению животных по территории. Для лошадей не требовалось заготовок сена и теплых зимних конюшен. В 1865 году соотношение лошадей и коров в поголовье скота было 9:1, в 1895 — 1:1, а в 1995 — 1:10.
С притоком в Башкортостан русских крестьян и народов Поволжья на территории РБ начало развиваться земледелие. Землевладение у башкир было общинным, земля считалась собственностью племени или рода, но скотом они владели на правах частной собственности. Общинное владение облегчило впоследствии проведение коллективизации.
После отмены крепостного права в России помещичье хозяйство основывалось на сочетании двух систем — отработочной и капиталистической. Помещики сдавали землю крестьянам на условиях обработки своей земли. Эта система получила название отработок. Особым видом отработок была издольщина — аренда земли за часть урожая.
С 60-х годов XIX века начался рост аренды земли. Аренда была двух видов: вынужденная и предпринимательская. В дальнейшем стала развиваться предпринимательская аренда кулаков. В Уфимской губернии в 1896—1897 годах из 478 048 десятин частновладельческой пахотной земли 159 784 десятин (33,4 %) находилась в аренде. В конце XIX в. в этой же губернии 699 крупных имений сдавали в аренду 150 788 десятин пашни, из них 100 216 (66,5 %) было сдано за денежную плату, 27 956 (18,6 %) — за отработки и 22 616 (15 %) — исполу.
В целом в начале XX в. крестьяне Уфимской губернии арендовали 416 тыс. десятин казенных, удельных и помещичьих угодий, в Оренбургской губернии — 373 тыс. десятин.
Основное место в земледельческом хозяйстве у башкир занимало полеводство. Огородничество было развито слабо. Садоводства вообще не было. По мере дальнейшего развития и распространения земледелия башкиры сеяли рожь, овес, ячмень, гречиху, полбу, просо, горох, пшеницу, коноплю и лен. В середине XIX в. под давлением царских чиновников башкиры стали выращивать картофель.

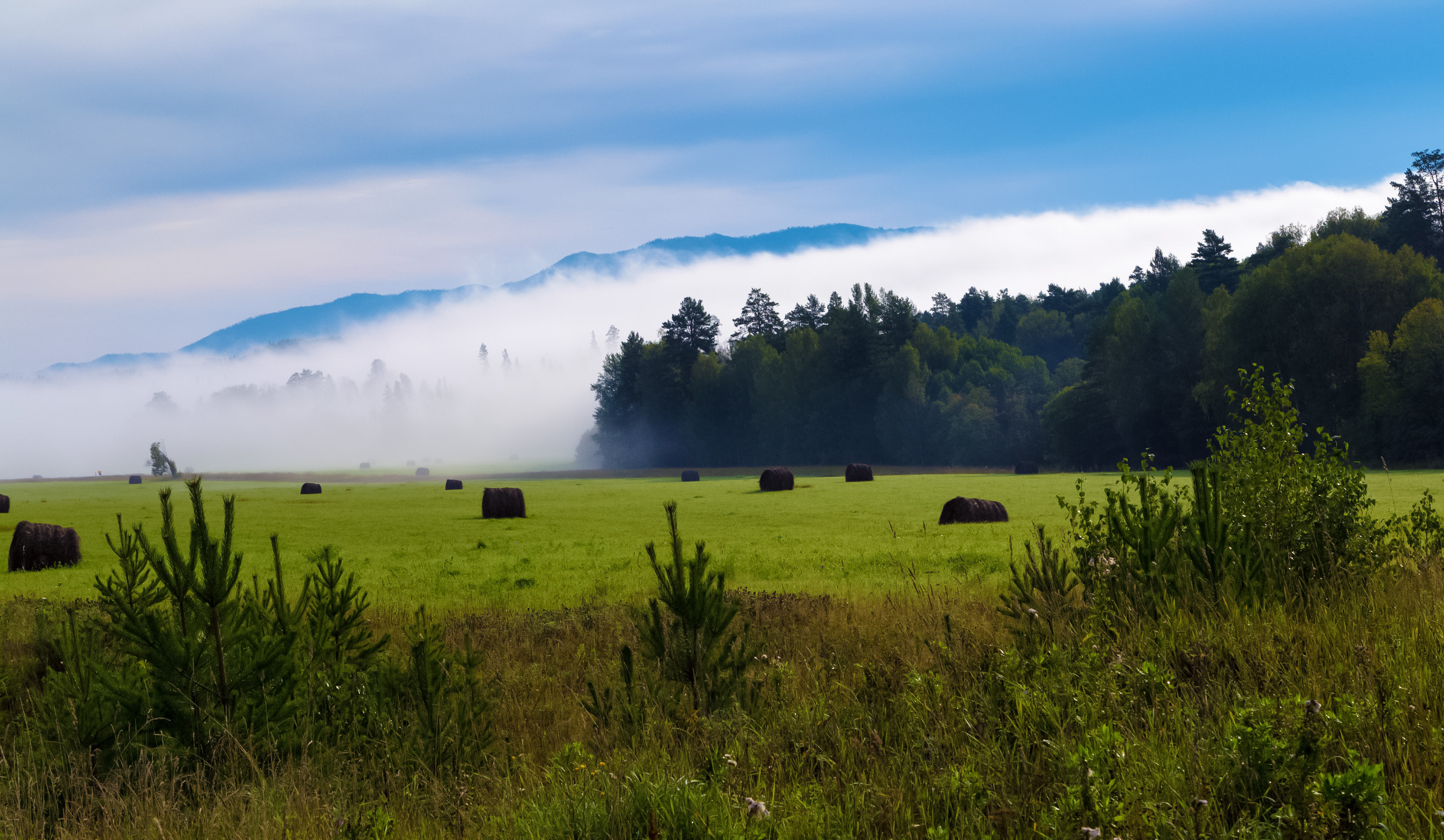
Сенокосные угодья в Белорецком районе

Орудиями обработки почвы башкир были сабан, двухлемешная соха, борона с деревянными зубьями, серп, коса с граблями и цепь.
В горно-лесных районах большое значение имели лесные промыслы. Зимой рубили лес, заготовляли дрова для продажи близлежащим заводам и степным башкирам.
Расхищение башкирских земель к концу XIX в. сократило пастбищные угодья, что в привело к упадку скотоводства как в районах оседлого земледелия, так и в областях полукочевого скотоводства. К этому времени редко кто из башкир содержал 50-100 голов
лошадей. Башкира, владевшего 20-30-ю лошадьми, считали богатым. Земледельческо-скотоводческий район Башкортостана в превращается в район оседло-земледельческого хозяйства.
У горно-лесных башкир в конце XIX — начале XX веков значительную роль в хозяйстве продолжало играть бортничество.
В XX веке в Башкортостане выделялись этапы развития сельского хозяйства:
- потребительский с единоличным хозяйствованием — до 1935 г. Этап коллективизации в Башкортостане с 1929 года сопровождался волной репрессий, принявшей характер массового террора. Раскулачивание сопровождалось произволом со стороны местных властей, которые решали, кого считать кулаком. При принятии решения играли роль случайные моменты: сведение счетов, личная неприязнь. Это было причиной репрессий самых разных слоев крестьянства, даже бедняков.
- планово-потребительский с коллективным хозяйствованием (1936—1957);
- товарный, планово-товарный (1958—1993);
- рыночный — с 1994 г. Возникли фермерские хозяйства, кооперативы по производству сельскохозяйственной продукции. Начало рыночного этапа характеризуется резким снижением продукции животноводства.

В годы Великой Отечественной войны в БАССР занимались производством продуктов и продукции сельского хозяйства для нужд фронта. При этом количество трудоспособных работников колхозников (1943 г.) по сравнению с довоенным временем уменьшилось на 31 %. На фронт отправлялась техника, лошади, люди. Количество грузовых машин в колхозах республики за годы войны уменьшилось на 97 %, лошадей на 35 %. С июля 1941 г. по 1 июня 1944 г. на фронт отправлено 72462 лошадей, 4878 грузовых, 181 легковых машин, 743 трактора. Нехватка людей и техники привели к сокращению посевных площадей — на 32 %, поголовья крупного рогатого скота — на 42 %, лошадей — в два раза. Сократилась урожайность культур — зерновых с 12,5 цт/га в 1940 году до 6,8 цт/га в 1944 году.
В целом, преодолевая на трудности, работники села старались выполнить план поставок сельскохозяйственной продукции. Колхозы и совхозы республики за годы войны произвели 160 млн пудов хлеба, было сдано государству 782,8 тыс. тонн картофеля, 54,5 тыс. тонн овощей, 960 тыс. цт мяса, 3821 тыс. гектолитров молока.

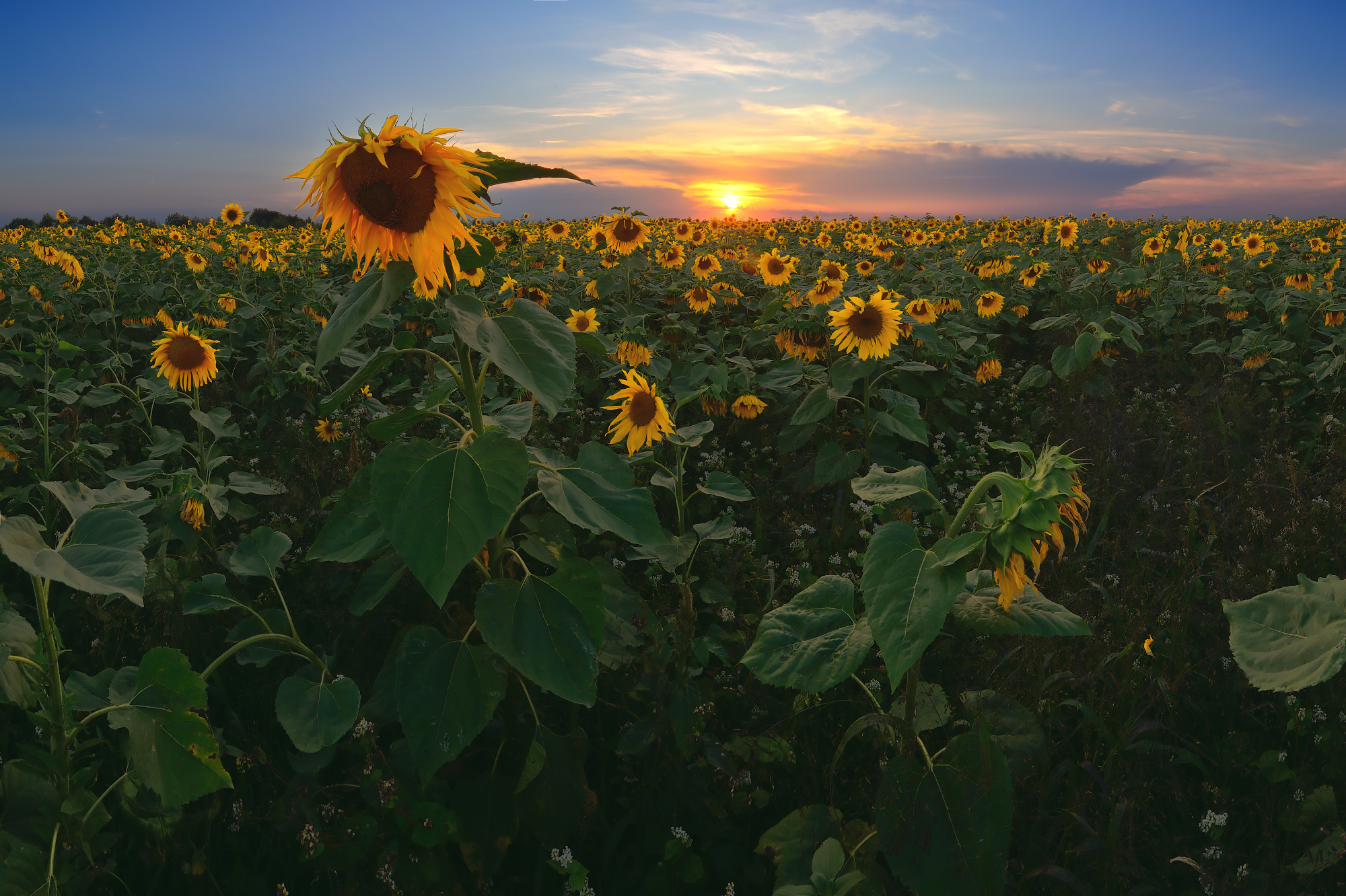
Поле подсолнечника в Ишимбайском районе

Большой урон сельскому хозяйству республики наносили засухи (2010, 2012 г. и др). В 2010 году на территории РБ высохло 1,4 млн га посевов сельскохозяйственных культур, включа 972,4 тыс. га, технических культур — 108,1 тыс. га, картофеля — 1,3 тыс. га. Общий материальный ущерб составил 15,2 млрд рублей.
Для обеспечения продовольственной и экологической безопасности Республики Башкортостан в республике была принята программа «Развитие мелиоративных систем общего и индивидуального пользования и отдельно расположенных гидротехнических сооружений в Республике Башкортостан на 2012—2014 годы».
Целью программы является повышение стабильности производства растениеводческой продукции вне зависимости от климатических условий, что обеспечит устойчивое функционирование агропромышленного комплекса; рост орошаемых земель на 5,6 тыс. га; вовлечение в оборот 4,4 тыс.га орошаемых земель за счет их реконструкции и восстановления; увеличение средней продуктивности сельскохозяйственных культур на орошаемых землях до 45 ц корм.ед./га.
В 2014 году РФ ввела запрет импорт продовольствия из стран Европы, в 2 раза обесценился рубль по отношению к доллару. Это привело к удорожанию в 2 раза импортной сельскохозяйственной продукции. В связи с этим возросло значение сельскохозяйственной отрасли хозяйства РБ.

## Современное состояние
Условия ведения сельскохозяйственного производства в республике разнообразны — от степей до горных зон. Высокая степень распаханности, волнистый рельеф, ливневый характер осадков способствуют интенсивному проявлению эрозии почв. Средне- и сильноэродированные почвы, гумусовый слой которых смыт на 30 — 50 % и более, составляют 950 тыс.га, или 11,5 % сельскохозяйственных угодий. Около 1,5 млн га занимают почвы с повышенной кислотностью. Большинство районов РБ входит в зону недостаточного и неустойчивого увлажнения. Деградированные земли с недостаточным увлажнением постепенно переводятся в кормовые угодья.
В настоящее время в производстве сельскохозяйственной продукции личные подсобные хозяйства занимают около 63 %, сельскохозяйственные организации — 31 %, фермерские хозяйства —7 %.
В структуре валовой продукции сельского хозяйства животноводство занимает около 94 %, растениеводство — 5,5 % (в основном овощеводство закрытого грунта).
Строительством сельскохозяйственных объектов в республике занимались специализированные строительные организации: 60-х годах — Башмежколхозстрой, в 50-60-е годы строительством занимались крупные строительные тресты республики — № 3, 2, Башнефтезаводстрой, в настоящее время — Башводмелиорация, Башсельремстрой, Башсельстрой, Башсельэнерго и др. Основная часть объектов животноводства была построена в 60-70-е годы.
В 2015 году в агропромышленный комплекс РБ входят около 900 сельскохозяйственных предприятий, 5857 крестьянских (фермерских) хозяйств и индивидуальных предпринимателей, 594,5 тыс. личных подсобных хозяйств, 900 предприятий пищевой промышленности.

## Сельскохозяйственная продукция
В РБ имеется (1996 г.) 524 колхоза, 135 совхозов, 4 совхоза-техникума, 29 сельхозкооперативов, 45 коллективов, 3642 фермерских хозяйств, 11 птицефабрик, 3 промышленных комплекса по откорму крупного рогатого скота , 3 свинокомплекса.
Под сельское хозяйство освоено более половины территории (на равнинах 60—80 %); пашня занимает около 4,9 млн га, сенокосы 0,7, выгоны и пастбища 1,6 млн га.
Структура сельского хозяйства республики (2012 г.): растениеводство — 35,8 %, животноводство — 64,2 %.

### Животноводство

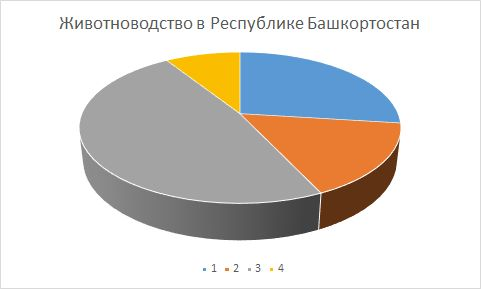
Структура животноводства РБ: 1 — крупный рогатый скот, 2 — свиньи, 3 — овцы и козы, 4 — лошади

В 2013 году численность крупного рогатого скота в хозяйствах всех сельхозпроизводителей составила 1320,3 тыс. голов, включая коров — 501,1 тыс., свиней — 303,7 тыс. голов, овец и коз — 889,0 тыс., лошадей — 133,4 тыс. голов, птицы — 16,3 млн голов.
В 2018 году насчитывалось 978 тыс. голов крупного рогатого скота, в том числе 390 тыс. коров, 774 тыс. овец и коз, 434 тыс. свиней. Во всех категориях хозяйств было произведено 1 млн. 624 тыс. тонн молока, что на уровне прошлого года. За год на 6 процентов выросла средняя продуктивность коров в сельхозпредприятиях, до 5414 кг. Производство скота и птицы на убой составило 400 тыс. тонн.
На 1 января 2021 насчитывалось 907,6 тыс. голов крупного рогатого скота, в том числе 384,5 тыс. коров, 642,1 тыс. овец и коз, 449,7 тыс. свиней. С 2009 года численность КРС сократилась на 48,2 %, коров на 41,4 %, овец и коз на 30 %.
Ведущей отраслью в животноводстве РБ является скотоводство, на долю которого приходится около 66 % производимого мяса. Около городов РБ скотоводство развивается в мясо-молочном направлении, в горно-лесных и северо-восточных районах — мясное и мясо-молочное. Доля свинины в мясном балансе — около 17 %, баранины — около 2 %.
На 1 января 2020 года в Башкирии два генофондных хозяйства по разведению пяти пород молочного направления: айрширская, симментальская, бестужевская, голштинская черно-пестрая и черно-пестрая. Мясное скотоводство представлено двумя племенными заводами по разведению герефордской и лимузинской пород, также одним репродуктором по породе лимузин. Но лишь 5 % говядины в регионе получено от мясных пород КРС.
По итогам 2020 года Башкортостан уступает лишь Татарстану по общему надою молока, получено 1670,5 тыс. тонн молока (+1,8 %).
В 2020 году средний надой молока на корову 4846 кг (+200 кг за год), из них сельхозорганизации 5929 кг (+460 кг), КФХ 4774 кг (+107 кг), хозяйства населения 4359 кг (+101 кг).
В 2021 году сельхозпредприятия республики планируют приобрести более 8,7 тысяч голов различных видов племенных сельскохозяйственных животных отечественной и зарубежной селекции. По большей части — 8,3 тысячи голов, это крупный рогатый скот. Обновление молочного стада стало причиной роста продуктивности коров в 2020 году — до 6061 кг (в 2019 г. — 5563 кг). За 3 месяца 2021 года сельхозорганизации региона приобрели 518 голов крупного рогатого скота, 14 из них мясного направления продуктивности.
Крупнейшими комплексами по выращиванию крупного рогатого скота являются: им.60-летия СССР, Ново-Раевский, свиней — «Рощинский», птицы — ПО «Башкирское». В структуре производства скота и птицы на убой (в живом весе) сельскохозяйственными организациями происходит устойчивое увеличение доли производства птицы. Так в 1 полугодии 2013 года по сравнению с соответствующим периодом 2012 года отмечалось увеличение удельного веса производства птицы на 3,1 процентного пункта.
Традиционными для РБ являются коневодство и пчеловодство. В республике есть конезавод (Уфимский), кумысные фермы. В 1995 в Башкортостане насчитывалось 227,2 тыс. пчелосемей. от них получено около 25 тыс. ц. меда.

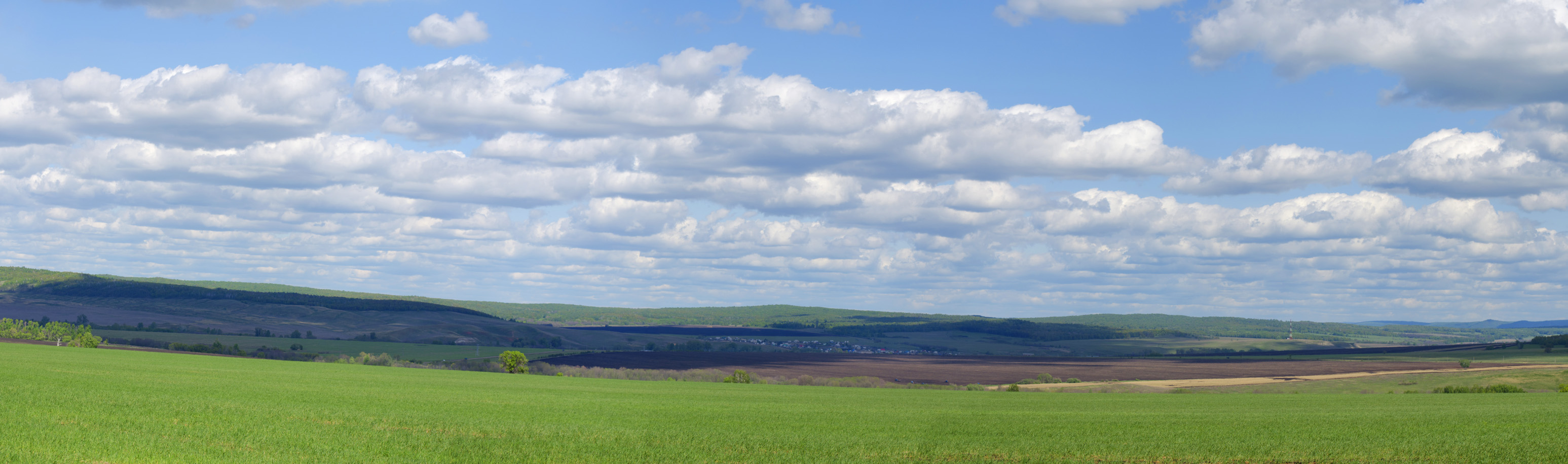
Сельхозугодья в Ишимбайском районе

В 2004 году принят Закон Республики Башкортостан «О пчеловодстве». Закон устанавливает правовые и экономические основы деятельности по разведению, содержанию, охране медоносных пчел, их использованию для опыления сельскохозяйственных энтомофильных растений, получению продуктов пчеловодства, их переработке.
Наличие озер и прудов позволяет в РБ заниматься рыбоводством (рыбные хозяйства Баткиррыбхоз, Кармановский рыбхоз, МГП «Балык», ОПХ «Бирское»).
В республике в Улу-Телякском зверосовхозе разводят пушных зверей (серебристо-черные лисицы, норки, песцы).

### Растениеводство

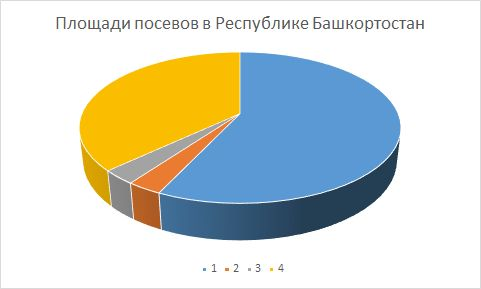
Площади посевов: 1 — зерновых культур в РБ, 2 — технических культур, 3 — картофеля и овощебахчевых, 4 — кормовых культур

Башкирские чернозёмы, занимающие треть территории республики, глубиной до восьми метров — одни из самых плодородных в мире, и обуславливают высокие урожаи сельскохозяйственных культур.
По природно-климатическим условиям Республики Башкортостан относится к Уральскому (9) региону, наряду с Курганской, Оренбургской и Челябинской областями. Климатические условия республики позволяют выращивать зерновые, технические культуры (сахарная свёкла), масличные культуры (подсолнечник), картофель, бахчевые и кормовые культуры. 
Районированием сельскохозяйственных культур и созданием новых сортов занимаются в Башкирском научно-исследовательском институте сельского хозяйства. Выдающиеся достижения института позволяют выращивать в республике виноград, вызревающий в регионах РБ, высокоурожайные сорта озимой ржи Чулпан, зернового гороха, кормовых культур и др. 
Наибольшее количество свеклы (10 %) выращивается в Кармаскалинском районе Башкортостана, подсолнечника (13,5 %) — в Стерлитамакском районе. Производство овощей сконцентрировано в совхозах «Дмитриевский», «Уфимский», имени 60-летия СССР, «Чапаевский», имени Цюрупы, «Ильчембетовский», «Стерлитамакский», также на тепличных комбинатах совхозов «Алексеевский», «Тепличный», АО «Башнефть». В республике есть свои заводы по переработке сахарной свёклы. 
Основной масличной культурой в республике является подсолнечник. Под этой культурой в республике занято около 130 тыс. га. площади.
Наибольшие урожаи подсолнечника составляют 15 ц/га (Кармаскалинский район), 16,0 ц/га (Мелеузовский район). Наиболее распространенный в Башкортостане сорт подсолнечника — «Енисей».
Картофель выращивается во всех районах республики.
Валовый сбор зерновых и зернобобовых культур в 2020 году составил 4 млн 11 тыс. тонн (+787 тыс. тонн к 2019), при урожайности 22,8 ц/га (2019 год — 19,9 ц/га). Максимальный урожай зерновых культур за последние 20 лет был собран в 2008 году — 5 млн 6 тыс. тонн. В 2020 году урожай остальных видов культур уменьшился, в основном из-за сокращения посевных площадей. Так, производство подсолнечника к 2019 году составило 87,9 %, сахарной свеклы — 71,6 %, картофеля — 83,2 %, овощей — 97,9 %.
В 2021 году из-за сильнейшей засухи в регионе вырастили лишь 2,2 млн тонн зерна.
В 2022 году в Башкирии впервые за 36 лет собрали урожай зерна больше 5 млн тонн, при средней урожайности зерновых и зернобобовых культур 29,5 ц/га. Абсолютными лидерами стали аграрии Стерлитамакского района , которые намолотили более 300 тысяч тонн зерна. А шесть районов превысили отметку в 200 тысяч тонн. В 1986 году валовой сбор по республике составил 5,9 млн тонн. До этого рекорд был установлен в 1985 — 5,2 млн тонн. Из-за рекордного урожая 2022 года в республике решили в полтора раза увеличить объемы зернохранилищ. «Сегодня мощности для хранения — около 4 млн тонн. Из них 2 млн тонн — на наших 34 элеваторах, остальное — на сельхозпредприятиях. Условно лишний миллион [тонн урожая зерновых] мы раскидали по физлицам. В первую очередь после уборки мы рассчитались за паи зерном, продавали личным подсобным хозяйствам, которые содержат скот. Соответственно, этот миллион у нас “уплыл” по амбарам, сараям и домам. К сожалению, в нормальной бизнес-модели это нас, конечно, не устраивает. Будем думать, как наращивать мощности до 6 млн тонн единовременного хранения». Мы ожидаем масличные культуры: подсолнечник, лен, рапс, горчица и другие культуры порядка 600 тысяч тонн по итогам этого года. Собрано 320 тысяч тонн подсолнечника. По свекле ожидали 1,6-1,8 млн. тонн в этом году по факту будет где-то 1,3 млн. Кукурузы на зерно не так много, только по необходимости. . На 1.11.2022 валовый сбор сахарной свеклы составил 1 млн 302 тыс. тонн, при средней урожайности – 301,9 центнера с гектара. Убрали 43,1 га или 98% площадей. . 
В республике производятся минеральные удобрения (Газпром нефтехим Салават). Интенсификация земледелия, за счет применения удобрений, обеспечивает до 50 % от общей прибавки урожая. Наибольшее количество удобрений (150—200 кг/га) вносятся под свеклу сахарную, кукурузу, озимую рожь, картофель, овощные, кормовые культуры.
| тыс. гектар | 4886 | 4399,3 | 4245,8 | 3744,3 | 3048 | 3146,9 | 3060,6 |

#### Садоводство
Посадочный материал для плодово-ягодных культур выращивается в плодосовхозах и питомниках объединения «Сады Башкирии».
Площади садов в республике составляют 9 тысяч га, 86 процентов которых — это личные подсобные хозяйства. В 2019 году в регионе собрали 399 тонн плодов и ягод, которые реализовали в основном на осенних сельхозярмарках.
Чишминский плодопитомник, который является в регионе одним из передовых хозяйств отрасли, ведёт свою историю с 1949 года. В 2019 году хозяйство запустило масштабный инвестпроект по возрождению яблоневых садов. Первый урожай по новым технологиям здесь планируют получить в 2023 году. Но уже сегодня питомник поставляет свою продукцию на розничный рынок и в социальные учреждения республики.
В агропредприятии «Столыпино» Кушнаренковского района начали собственное производство посадочного материала для садов, намерены строить перерабатывающий комплекс для смородины, бузины, облепихи, калины и других культур. Для достижения этих целей на первом этапе аграрии займутся восстановлением заброшенных садов.

## Пчеловодство
Пчеловодство в Башкортостане является древнейшим промыслом. В республике для развития пчеловодства есть все природные условия: медоносные растения и порода медоносных пчёл. Медовые запасы в республике оцениваются в 525 тыс. т. В РБ принят Закон Республики Башкортостан «О пчеловодстве».
Валовой сбор меда в 2011 году в РБ составил 5244 тонны. На приобретение пчёл и ульев выделяются субсидии. В 2011 году на каждую пчелосемью выдавали по 600 рублей. В настоящее время в РБ насчитывается около 341 000 пчелосемей.
В дальнейшем предполагается увеличивать производство меда в республике и большую часть произведенного меда вывозить в Китай.

## Коневодство
В РБ издавна занимаются разведением и использованием лошадей. Эта отрасль сельского хозяйства является для башкир традиционной. Здесь разводят 4 породы лошадей: башкирскую, русскую рысистую, тяжеловозов и орловскую рысистую. Местная башкирская лошадь удовлетворяет основным требованиям, предъявляемым к лошадям по их использованию в республике.
Разведением лошадей в РБ занимаются 27 племенных конеферм. 21 из них специализируется на разведении башкирской лошади (конезаводы Уфимский, «Ирендык», Баймакское ОПХ, им. Калинина, «Заветы Ильича»), 6 ферм — на разведении орловской и русской рысистой пород.
По количеству разведённых лошадей (129 тыс. 2010 г.) РБ находится на 3-е месте в РФ после Алтайского края и Республики Саха.
Увеличивается численность лошадей в личных (фермерских) хозяйствах. С 2001 по 2010 годы число лошадей здесь увеличилось в 9,6 раз. Рост поголовья лошадей объясняется заинтересованностью в производстве дешевого конского мяса, экономическими выгодами в использовании лошадей для перевозок людей и грузов. Удельный вес реализации лошадей на убой составляет 2,3 %.
В РБ занимаются изготовлением кумыса, сухого молока, заготовкой конского мяса и производством продуктов из него (колбасы, kазы, ял, kарта, билдэмэ).
Объем современного производства кумыса составляет около 2 тыс. тонн, мяса — 3,5-5 тыс. тонн в год. Кумысолечение также издавна существовало в республике. В настоящее время кумысолечением занимаются в санаториях «Шафраново» и им. С. Т. Аксакова.
Крупными специалистами в области коневодства являются Сайгин И. А., Мурсалимов В. С., Сатыев Б. Х., Ахатова И. А., Масленников В. В. , Моршенников А. А. и Мукминов Н. Н. и др.
См. также Башкирская лошадь.

## Наука

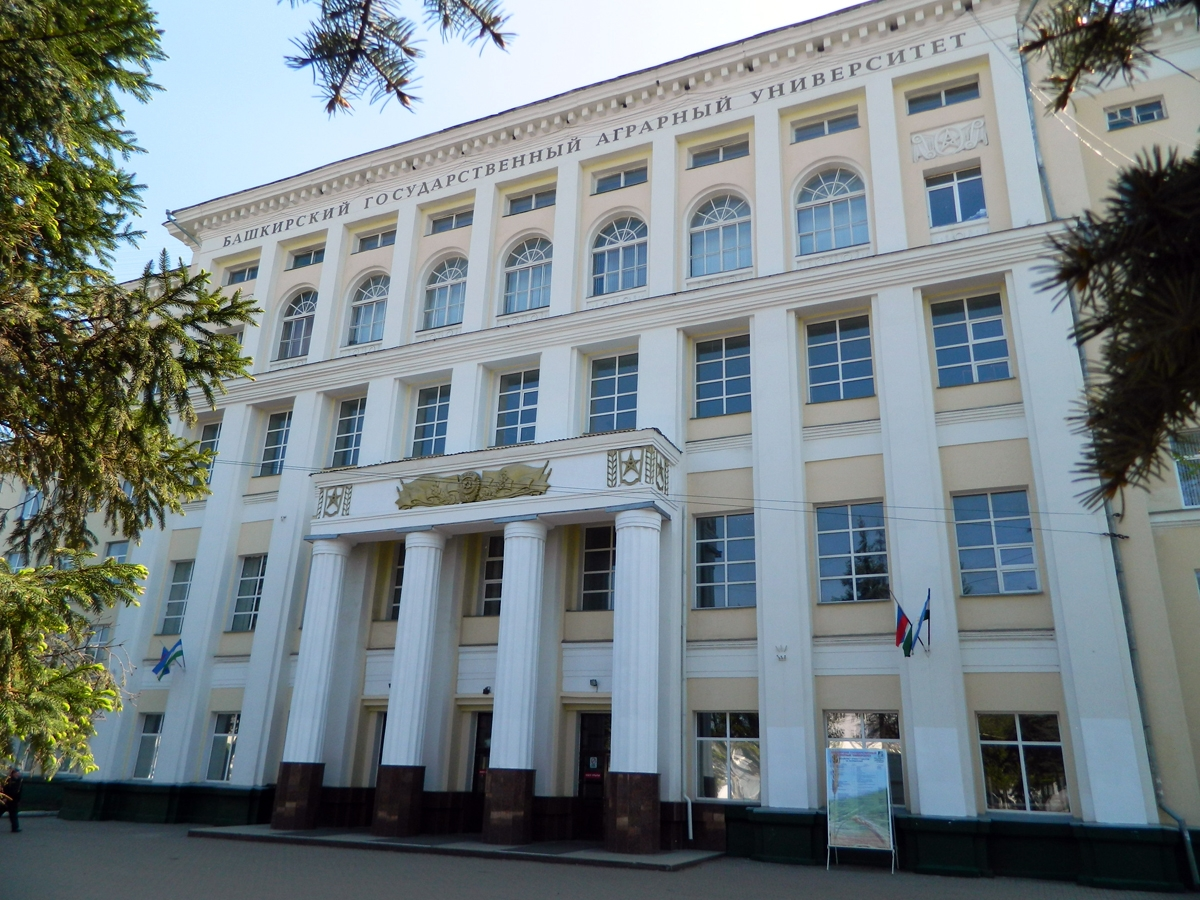
Башкирский Государственный Аграрный Университет

Ведущим сельскохозяйственных ВУЗом в РБ является Башкирский государственный аграрный университет (БГАУ).
Башкирский научно-исследовательский институт сельского хозяйства занимается селекцией сельскохозяйственных культур, молочного скота, продуктивного коневодства и кумысоделия.
Башкирский государственный университет (ныне Уфимский университет науки и технологий) (биологический факультет) занимается подготовкой специалистов биологического, медицинского и сельскохозяйственного профилей.
Башкирский научный центр Российской академии сельскохозяйственных наук
Периодические издания РБ, специализируюшиеся на сельском хозяйстве республики:
- Газета Сельская новь. Издается с 1930 года. Выходит 3 раза в неделю в Стерлитамаке.
- Газета Сельские зори. Издается с 1931 года. Выходит 3 раза в неделю в с. Бакалы.
- Газеты Сельские огни. Издается с 1931 года. Выходит 3 раза в неделю в с. Зилаир.
- Журнал Сельские узоры. Издается с 1992 года. Выходит 1 раз в месяц в Уфе.

Большой вклад в сельскохозяйственную науку в РБ внесли ученые:
Гусманов, Узбек Гусманович — доктор экономических наук, профессор, член-корреспондент РАСХН, академик Академии наук Республики Башкортостан.
Исмагилов, Рафаэль Ришатович — учёный агроном, доктор сельскохозяйственных наук, профессор, член-корреспондент АН Республики Башкортостан.
Кунакбаев, Сабирзян Абдуллович — учёный-селекционер.
Сафин, Халил Масгутович — доктор сельскохозяйственных наук, профессор, член. корреспондент АН РБ, заведующий кафедрой землеустройства БашГАУ; заведующий отделом земледелия БашНИИСХ.

## Образование
При Уфимской мужской гимназии и Землемерном училище в Башкортостане готовили специалистов в области сельского хозяйства в 19 веке в землемерно-таксаторском классе.
В Уфимской губернии работали Биклянская лесная школа, Уфимская ветеринарно-фельдшерская школа при Уфимской заводской конюшне, Ляховская школа пчеловодства, Берёзовская школа маслоделия, сыроварения и животноводства, Ключарёвская практическая школа огородничества и пчеловодства и др.
В настоящее время высшее образование в области сельского хозяйства получают в Башкирском государственном аграрном университете, среднее образование в техникумах: Аксёновском агропромышленном колледже, Баймакском сельскохозяйственном, Белебеевском техникуме механизации и электрификации сельского хозяйства, Дуванском аграрном, Кушнаренковском сельскохозяйственном, Мелеузовском механико-технологическом, Стерлитамакском сельскохозяйственном, Юматовском аграрном, Уфимском лесхозе. в БГАУ имеется аспирантура и докторантура.
Для закрепление кадров на селе ежегодно 100 выпускникам ВУЗов в РБ выплачиваются пособия в размере 100 тыс. рублей, 150 выпускникам техникумов — 60,0 тыс. рублей, выплачивается ежемесячная надбавка к заработной плате в размере 7,0 тыс. рублей и 4,0 тыс. рублей соответственно.

## Герои труда
Жители Башкортостана, получившие звание Героя Социалистического труда за выдающиеся успехи в области сельского хозяйства:
- Абдюшев, Хабибулла Бахтигареевич — тракторист
- Зайнагабдинов, Салих Насретдинович — председатель колхоза имени Ленина Мелеузовского района БАССР
- Абрамычева, Нина Ивановна — растениевод
- Ожегова, Анастасия Васильевна — трактористка колхоза «Россия» Дуванского района Башкирской АССР
- Яхин, Фазылгаян Фаткулбаянович — председатель колхоза «Октябрь» Илишевского района БАССР
- Риза Хажиахметович Яхин (13 июня 1935, Абдрахманово, Башкирская АССР — 15 декабря 1998, Сосновка, Башкортостан) — знатный комбайнёр, Герой Социалистического Труда (1976), лауреат Государственной премии СССР
- Гиният Галиакберович Насыров (5 января 1929 года — 11 июня 1980 года) — агроном совхоза «Башкирский» Зилаирского района Башкирской АССР, Герой Социалистического Труда.